# Austrochorema denticulatum
Austrochorema denticulatum là một loài Trichoptera thuộc họ Hydrobiosidae. Chúng phân bố ở miền Australasia.